# Raymond Chandler
Raymond Thornton Chandler (Chicago, Illinois, 23. srpnja 1888. - La Jolla, Kalifornija, 26. ožujka 1959.), američki pisac kriminalističkih priča i romana, s ogromnim utjecajem na razvoj i stil pisanja moderne kriminalističke literature. Njegov junak Philip Marlowe sinonim je za "privatnog detektiva".

## Životopis
Raymond Thornton Chandler rođen je u Chicagu 1888. Nakon razvoda roditelja, Chandler s majkom 1895. godine odlazi u Englesku kod svog ujaka, koji ih uzdržava. Od 1900. školuje se na Dulwich Collegeu u Londonu, gdje je stekao klasično obrazovanje. Prima britansko državljanstvo 1907. da bi mogao raditi u Admiralitetu. Na tom poslu proveo je godinu dana, a zatim je neuspješno radio kao novinar. U to vrijeme piše i romantičnu poeziju.
Vraća se u SAD 1912. godine i nastanjuje se u Los Angelesu. Dulje razdoblje proveo je radeći razne poslove i štedeći (novac za povratak iz Engleske posudio je od ujaka i morao ga je vratiti s kamatom). Konačno, završio je dopisni tečaj za knjigovođu, nakon čega je našao stalan posao. Kad su SAD 1917. ušle u Prvi svjetski rat, Chandler se prijavljuje u kanadsku vojsku i služi u Francuskoj. Poslije rata vraća se s majkom u Los Angeles, gdje se zaljubljuje u Cissy Pascal (rođena Pearl Eugenie Hurlburt), udanu ženu, 18 godina stariju od njega. Nedugo nakon majčine smrti, 1924. Chandler i Pascalova su se vjenčali. U svojoj karijeri knjigovođe 1932. postao je potpredsjednik naftne kompanije, ali nakon godinu dana njegov alkoholizam, rastresenost i prijetnje samoubojstvom povod su za gubitak dobro plaćenog posla.
U traženju izvora prihoda, Chandler se okušava u pisanju "žute literature" (pulp fiction). Svoju prvu kriminalističku priču objavljuje 1933. u časopisu Crna maska (Black Mask), a zatim i seriju priča u raznim časopisima. Neke od tih priča kasnije je preradio u romane.
Njegov prvi roman "Veliki san" (The Big Sleep) objavljen je 1939. i postigao je veliki uspjeh. Uspjeh je vodio u Hollywood, gdje je radio kao scenarist: s Billyjem Wilderom napisao je scenarij za film "Dvostruka obmana" (Double Indemnity, 1944.), originalni scenarij "Plava dalija" (The Blue Dahlia, 1946.), a surađivao je i na scenariju za "Stranci u vlaku" (Strangers on a Train, 1951.) Alfreda Hitchcocka.
Chandlerovo zdravstveno i psihičko stanje se pogoršava nakon ženine smrti 1954, odaje se alkoholu i pokušava samoubojstvo. Njegovo pisanje postalo je siromašnije i po kvaliteti i po kvantiteti. Umire 1959. godine od upale pluća u La Jolli, Kalifornija.

## Kritika i priznanja
Proza Raymonda Chandlera predmet je divljenja kritičara i pisaca. Iako je na njegov tečan stil "grubijana" nesumnjivo utjecao Dashiell Hammett, njegove oštre i lirske poredbe su originalne: "Činilo se da minute prolaze na vrhovima prstiju, s prstom na usnama", "Svjetlo me prikovalo za zid kao zgnječenu muhu", definirajući stil žanra privatnog detektiva. Iako, njegov junak Philip Marlowe nije stereotipan grubijan, već kompleksan, ponekad sentimentalan čovjek s malo prijatelja, studira šahovske partije i sluša klasičnu glazbu. On će odbiti novac od klijenta ako etički nije zadovoljan urađenim poslom.
Chandlerove priče i romani pisani su evokacijski, prenoseći nam vrijeme, mjesto i ugođaj Los Angelesa iz 1930-ih i 1940-ih godina. Mjesta su stvarna, iako pod pseudonimima: Bay City je Santa Monica, Gray Lake je Silver Lake, a Idle Valley je sinteza bogate zajednice San Fernando Valley.
Chandler je također i osjećajan kritičar kriminalističke literature, njegov esej "Jednostavna umjetnost ubojstva" (The Simple Art of Murder) je standardna referenca za ovu oblast.
Svi njegovi romani kinematografski su adaptirani, od kojih se ističe "Veliki san" (1946.) Howarda Hawksa, s Humphreyjem Bogartom u ulozi Philipa Marlowea; koscenarist je bio William Faulkner. Rad Raymonda Chandlera na scenarijima i adaptaciji svojih romana imao je dokazan utjecaj na žanr američkog "crnog filma" (film noir).
Nagradu Edgar Udruženja kriminalističkih pisaca Amerike za najbolji roman 1955. dobio je za "Dugi oproštaj", a u veljači 1959. postavljen je za predsjednika te organizacije.
Komisija kulturnog nasljeđa Los Angelesa jednoglasno je usvojila prijedlog novinara Jessa Bravina, pa je Gradska uprava Los Angelesa 5. kolovoza 1994. službeno imenovala Trg Raymonda Chandlera (Raymond Chandler Square) kao kulturno povijesni spomenik, u počast Raymondu Chandleru, za doprinos u pisanju kronike Los Angelesa. Trg se nalazi na raskrižju Cahuenga i Hollywood bulevara, mjesto na kojemu je smješten ured Philipa Marlowea u Chandlerovim romanima.

## Romani
- "Veliki san"[3] (The Big Sleep), 1939.
- "Zbogom dragana moja"[3] (Farewell, My Lovely), 1940.
- "Visoki prozor"[3] (The High Window), 1942.
- "Dama u jezeru"[3] (The Lady in the Lake), 1943.
- "Sestrica"[3] (The Little Sister), 1949.
- "Dugi oproštaj"[3] (The Long Goodbye), 1954. (Nagrada Edgar za najbolji roman, 1955.)
- "Ponovna igra",[4] "Plejbek"[5] (Playback), 1958.
- "Poodle Springs" (Poodle Springs), 1959. (nezavršen; dovršio Robert Parker 1989.)

Ovo su kriminalistički slučajevi Philipa Marlowea, Los Angeleskog privatnog detektiva. Njihovi zapleti prate uzorak, po kojemu se ispostavlja da su ljudi koji ga unajmljuju pokvareni, korumpirani i suučesnici u kriminalu, isto kao i ljudi od kojih ih treba zaštiti.

## Kratke priče
Kratke priče su kronika slučajeva Philipa Marlowea i drugih privatnih detektiva, npr. John Dalmas, Steve Grayce ili dobri samaritanci, npr. Mr Carmady). Izuzetak su sablasne "Bronzana vrata" (The Bronze Door) i "Englesko ljeto" (English Summer), gotička romansa smještena u englesku unutrašnjost.

### Detektivske kratke priče
- "Ucjenjivači ne pucaju" (Blackmailers Don't Shoot), 1933.
- "Ubojstvo pametnog Aleka" (Smart-Aleck Kill), 1934.
- "Crvenokosa u akciji" (Finger Man), 1934.
- "Ubojica na kiši" (Killer in the Rain), 1935.
- "Nevada Gas" (Nevada Gas), 1935.
- "Španjolska krv" (Spanish Blood), 1935.
- "Zavjesa" (The Curtain), 1936.
- "Pucnjava kod Cyrana" (Guns at Cyrano's), 1936.
- "Zlatna ribica" (Goldfish), 1936.
- "Čovjek koji je volio pse" (The Man Who Liked Dogs), 1936.
- "Hapšenje u ulici Noon" (Pickup on Noon Street), 1936; originalno izdata pod naslovom "Osveta u ulici Noon" (Noon Street Nemesis)
- "Mandarinova raga" (Mandarin's Jade), 1937.
- "Probaj djevojku" (Try the Girl), 1937.
- "Bay City Blues" (Bay City Blues), 1938.
- "Kralj u žutom" (The King in Yellow), 1938.
- "Crveni vjetar" (Red Wind), 1938.
- "Dama u jezeru" (The Lady in the Lake), 1939.
- "Opasni biseri" (Pearls Are a Nuisance), 1939.
- "Opasnost je moj posao" (Trouble is My Business), 1939.
- "Nema zločina u planinama" (No Crime in the Mountains), 1941.
- "Olovka" (The Pencil), 1959. objavljena postumno; originalno objavljena pod naslovom "Marlowe protiv Sindikata" (Marlowe Takes on the Syndicate), također objavljena pod naslovima "Pogrešan golub" (Wrong Pigeon) i "Posljednji slučaj Philipa Marlowea" (Philip Marlowe's Last Case)

Većina kratkih priča objavljena je prije 1940. u "žutoj štampi", pa su tako priče imale ograničenu publiku. Chandler je koristio zaplet i likove iz ovih priča kad se posvetio pisanju romana, namijenjenih širem auditoriju.

### Druge kratke priče
- "Čekat ću" (I'll Be Waiting), 1939.
- "Brončana vrata" (The Bronze Door), 1939.
- "Profesor Bingo njuška" (Professor Bingo's Snuff), 1951.
- "Englesko ljeto" (English Summer), 1976. objavljena postumno

"Čekat ću", "Brončana vrata" i "Profesor Bingo njuška" bave se neprirodnim smrtima i istražiteljima (hotelski detektiv, Scotland Yard i Kalifornijska policija, respektivno), ali naglasak nije na detaljima istrage ubojstava.
Članci objavljeni u časopisu Atlantic Monthly:
- "Pisci u Hollywoodu" (Writers in Hollywood), 1944.
- "Jednostavna umjetnost ubojstva" (The Simple Art of Murder), 1945.
- "Noć Oscara u Hollywoodu" (Oscar Night in Hollywood), 1948.
- "Deset posto tvog života" (Ten Percent of your Life), 1952.

## Ekranizacija

### Literarni original
| Godina | Naslov                                           | Režija            | Prema djelu           |
| ------ | ------------------------------------------------ | ----------------- | --------------------- |
| 1942.  | "Vrijeme za ubojstvo" (Time to Kill)             | Herbert I. Leeds  | "Visoki prozor"       |
| 1942.  | "Falcon preuzima slučaj" (The Falcon Takes Over) | Irving Reis       | "Zbogom dragana moja" |
| 1944.  | "Ubojstvo, draga moja" (Murder, My Sweet)        | Edward Dmytryk    | "Zbogom dragana moja" |
| 1946.  | "Veliki san" (The Big Sleep)                     | Howard Hawks      | "Veliki san"          |
| 1946.  | "Dama u jezeru" (The Lady in the Lake)           | Robert Montgomery | "Dama u jezeru"       |
| 1947.  | "Brasherov dublon" (The Brasher Doubloon)        | John Brahm        | "Visoki prozor"       |
| 1969.  | "Marlowe" (Marlowe)                              | Paul Bogart       | "Sestrica"            |
| 1973.  | "Dugi oproštaj" (The Long Goodbye)               | Robert Altman     | "Dugi oproštaj"       |
| 1975.  | "Zbogom dragana moja" (Farewell, My Lovely)      | Dick Richards     | "Zbogom dragana moja" |
| 1978.  | "Veliki san" (The Big Sleep)                     | Michael Winner    | "Veliki san"          |

### Scenarij
- 1944: "Dvostruka obmana" (Double Indemnity)
- 1944: "Velika tišina" (And Now Tomorrow)
- 1945: "Neprimijećeni" (The Unseen)
- 1946: "Plava dalija"  (The Blue Dahlia)
- 1951: "Stranci u vlaku" (Strangers on a Train)
- 1996: "Kad sretneš stranca" (Once you meet a stranger)

## Vanjske poveznice
- Web stranica o Raymondu Chandleru
- Raymond Chandler na Web stranici Thrilling Detective
- Raymond Chandler's Shamus Town Povijest Los Angelesa prikazana preko lokacija na kojima je Chandler živio i o kojima je pisao, 1912-1946.
- Raymond Chandler's Los Angeles at 70, Mike Valerio Članak Mikea Valerio na Web strani časopisa Black Mask
- Raymond Chandler u internetskoj bazi filmova IMDb-u (engl.)